# グリーン郡 (アーカンソー州)
グリーン郡（Greene County）は、アメリカ合衆国アーカンソー州にある郡。人口は4万5736人（2020年）。郡庁所在地はw:Crowley's Ridgeの頂上に位置するパラグールドである。

## 地理
アメリカ合衆国統計局によると、この郡は総面積1,501 km2 (580 mi2) である。このうち1,496 km2 (578 mi2) が陸地で6 km2 (2 mi2) が水地域である。総面積の0.37%が水地域となっている。

### 隣接する郡
- クレイ郡  (北)
- ダンクリン郡 (ミズーリ州)  (東)
- クレイグヘッド郡  (南)
- ローレンス郡  (南西)
- ランドルフ郡  (北西)

## 人口動静
2000年の国勢調査で、この郡は人口37,331人、14,750世帯、及び10,708家族が暮らしている。人口密度は25/km2 (65/mi2) である。11/km2 (28/mi2) の平均的な密度に16,161軒の住居が建っている。この郡の人種的構成は白人97.45%、アフリカン・アメリカン0.13%、先住民0.42%、アジア0.17%、太平洋諸島系0.02%、その他の人種0.47%、及び混血1.34%である。人口の1.16%がヒスパニックまたはラテン系である。
この郡内の住民は25.20%が18歳未満の未成年、18歳以上24歳以下が9.10%、25歳以上44歳以下が28.70%、45歳以上64歳以下が23.10%、及び65歳以上が13.90%にわたっている。中央値年齢は36歳である。女性100人ごとに対して男性は95.30人である。18歳以上の女性100人ごとに対して男性は91.90人である。
この郡の世帯ごとの平均的な収入は30,828米ドルであり、家族ごとの平均的な収入は37,316米ドルである。男性は27,535米ドルに対して女性は20,375米ドルの平均的な収入がある。この郡の一人当たりの収入 (per capita income) は16,403米ドルである。人口の13.30%及び家族の9.90%は貧困線以下である。全人口のうち18歳未満の15.40%及び65歳以上の12.80%は貧困線以下の生活を送っている。

## 都市及び町
| - Delaplaine - Lafe | - Marmaduke - オークグローブハイツ | - パラグールド |